# Prvenstva Hrvatske u inline hokeju
Prvenstva Hrvatske u inline hokeju:
| Sezona             | Broj klubova | Broj klubova | Prvak         | Doprvak        | Treći          |
| Sezona             | liga         | doigr.       | Prvak         | Doprvak        | Treći          |
| ------------------ | ------------ | ------------ | ------------- | -------------- | -------------- |
| 2008. (neformalno) | 4            | 2            | Kuna Zagreb   | Novi Zagreb    | Karlovac       |
| 2009.              | 7            | ?            | Kuna Zagreb   | Karlovac       | Ježevi Zagreb  |
| 2010.              | 10           | 8            | Kuna Zagreb   | Jazavci Zagreb | Karlovac       |
| 2011.              | 10           | 6            | Kuna Zagreb   | Jazavci Zagreb | Kuna II Zagreb |
| 2012.              | 8            | 4            | Kuna Zagreb   | Jazavci Zagreb | Karlovac       |
| 2013.              | 9            | 8            | Dinamo Zagreb | Kuna Zagreb    | Karlovac       |

## Vanjske poveznice i izvori
- hrhokej.net, Prvenstvo Hrvatske u inline hokeju
- Sportnet Prvo PH u hokeju na koturaljkama, 7. srpnja 2008.